# Galax urceolata
Galax es un género monotípico de plantas con flores perteneciente a la familia Diapensiaceae. Su única especie es: Galax urceolata.
Es nativa del sureste de Estados Unidos desde Massachusetts y Nueva York hacia el sur hasta el norte de Alabama, creciendo principalmente en las montañas Apalaches en altitudes de hasta 1.500 m, donde crece en lugares sombreados en los bosques.

## Descripción
Es una planta perenne herbácea que crece de 30 a 45 cm (raramente 75 cm) de alto, con una roseta de correosas hojas que crecen solo en la base de la planta, y se vuelven marrones durante el invierno. Las hojas son redondeadas con forma de corazón, de 2.5 a 7.5 cm de diámetro, raramente hasta 15 cm, con un margen dentado  con redondeadas "dientes". Las flores se producen desde finales de primavera hasta principios de verano, son de color blanco y aparecen en una sola inflorescencia como racimo de 15-25 cm de largo en la parte superior de un  tallo alto. Cada flor individual tiene cinco pétalos , y mide hasta 4 mm de diámetro . El fruto es una pequeña cápsula que contiene numerosas semillas.

## Usos
Las hojas a menudo se cosechan para la floristería industrial, se ha expresado preocupación sobre la explotación excesiva y la recolección está restringido en muchos ámbitos. También se ha utilizado en los herbolarios para tratar heridas y enfermedades renales. En ocasiones se cultiva como planta ornamental en jardines.
La ciudad independiente de Galax, Virginia , lleva el nombre de esta planta.

## Taxonomía
Galax urceolata fue descrita por (Poir.) Brummitt   y publicado en Taxon 21(2/3): 309. 1972.
Sinonimia
- Galax cordifolia (Vent.) W.T.Aiton
- Galax erythrorhiza Raf.
- Galax rotundifolia (Michx.) Pursh
- Pyrola urceolata Poir.[2]